# Дейн (містечко, Вісконсин)
Дейн (англ. Dane) — місто (англ. town) в США, в окрузі Дейн штату Вісконсин. Населення — 934 особи (2020).

## Демографія
Згідно з переписом 2010 року, у місті мешкало 990 осіб у 363 домогосподарствах у складі 289 родин. Було 370 помешкань
Расовий склад населення:
| - 96,6 % — білих - 0,7 % — чорних або афроамериканців - 0,7 % — азіатів |

До двох чи більше рас належало 1,1 %. Частка іспаномовних становила 2,8 % від усіх жителів.
За віковим діапазоном населення розподілялося таким чином: 23,7 % — особи молодші 18 років, 62,3 % — особи у віці 18—64 років, 14,0 % — особи у віці 65 років та старші. Медіана віку мешканця становила 42,6 року. На 100 осіб жіночої статі у місті припадало 118,5 чоловіків;  на 100 жінок у віці від 18 років та старших — 119,5 чоловіків також старших 18 років.
Середній дохід на одне домашнє господарство  становив 85 607 доларів США (медіана — 77 981), а середній дохід на одну сім'ю — 95 139 доларів (медіана — 85 500). Медіана доходів становила 43 000 доларів для чоловіків та 42 750 доларів для жінок. За межею бідності перебувало 5,3 % осіб, у тому числі 2,7 % дітей у віці до 18 років та 6,7 % осіб у віці 65 років та старших.
Цивільне працевлаштоване населення становило 541 особа. Основні галузі зайнятості: сільське господарство, лісництво, риболовля — 20,5 %, освіта, охорона здоров'я та соціальна допомога — 16,5 %, виробництво — 12,0 %, будівництво — 10,9 %.